# Алексеевская артиллерийская бригада
Алексеевская артиллерийская бригада — артиллерийская часть Алексеевской дивизии, участвовавшая в Гражданской войне в составе Вооружённых сил Юга России и Русской армии.
Была сформирована во ВСЮР 15 октября 1919 года из 2-й батареи 2-го лёгкого артиллерийского дивизиона, которая 6 декабря 1918 года получила шефство генерала Алексеева и вошла в бригаду 1-й батареей. Первоначально включала два дивизиона: 1-й (1-я генерала Алексеева и 2-я батареи) и 4-й (7-я и 8-я батареи). Затем включала четыре дивизиона, входила в состав Алексеевской дивизии.
По прибытии в Крым 16 апреля 1920 года 4-й дивизион был обращён на формирование 4-го дивизиона Корниловской артиллерийской бригады, а 2-й и 3-й дивизионы — на формирование 2-го дивизиона Марковской артиллерийской бригады. Уцелевший 1-й дивизион бригады 9 мая 1920 года был влит в состав 13-й артиллерийской бригады, а 7 июля того же года выделен в Отдельный Алексеевский артиллерийский дивизион, который принял участие в Кубанском десанте. 4 сентября 1920 года он был влит в состав 7-й артиллерийской бригады.
В Галлиполи Алексеевский артиллерийский дивизион был сформирован вновь из 6-й, 7-й, 13-й и 34-й артиллерийских бригад. После преобразования армии в Русский общевоинский союз дивизион до 1930-х годов оставался кадрированной частью, несмотря на распыление его чинов по разным странам. В 1925 году временно командующий дивизионом полковник К. А. Пестов организовал переезд чинов во Францию. Осенью 1925 года дивизион насчитывал 367 человек, в том числе 247 офицеров. Начальником группы во Франции был полковник Н. А. Полежаев.

## Командный состав
- Командир бригады — полковник Р. П. Пименов (10 ноября 1919 — 25 мая 1920)

## Форма
Чины бригады носили белые фуражки с чёрным околышем и чёрные погоны с красной выпушкой. В 1936 году для чинов бригады был установлен нагрудный знак: две золочёные скрещённые пушки, наложенные на серебряный терновый венок, на скрещении их — золочёная буква «А» славянской вязи.